# Шацк
Шацк (рус. Шацк) град је у Русији у Рјазањској области.

## Становништво
| 1959. | 1970. | 1979. | 1989. | 2002. | 2010. |
| ----- | ----- | ----- | ----- | ----- | ----- |
| 5.722 | 8.007 | 7.563 | 8.181 | 7.563 | 6.562 |